# Rosa Maria Miró Roig

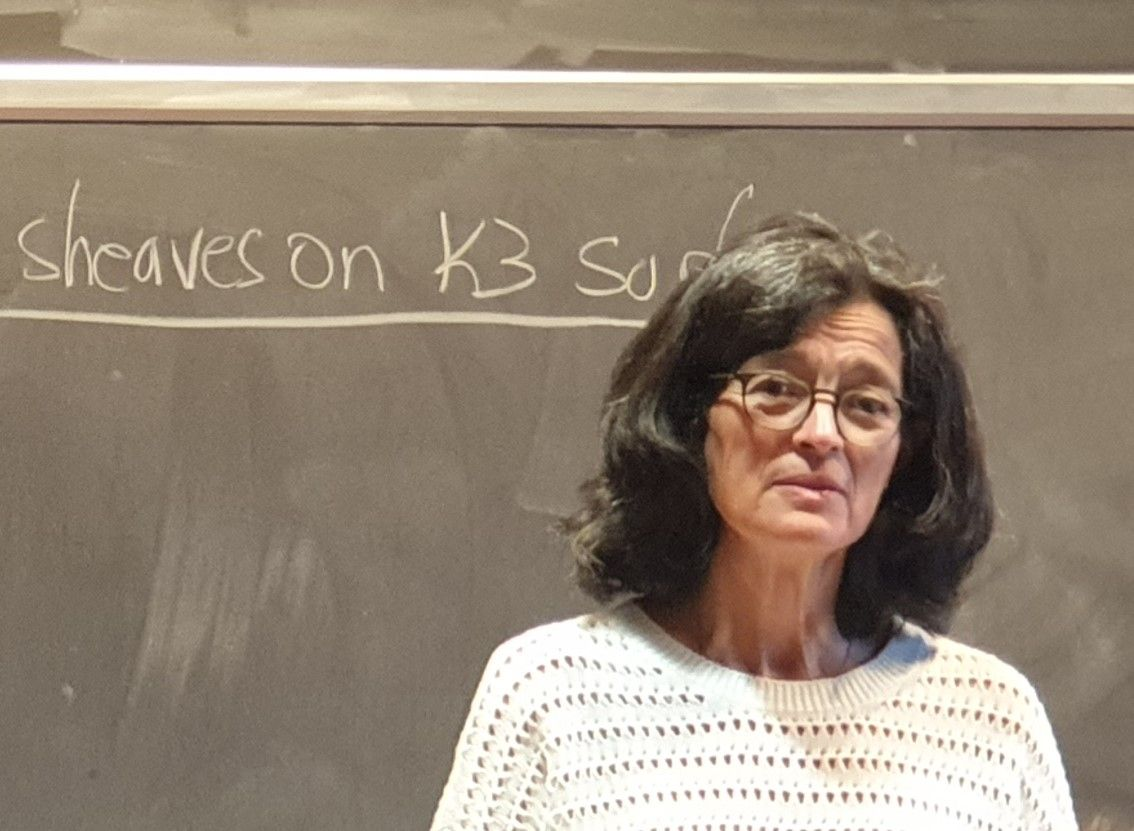
Rosa Maria Miró Roig

Rosa Maria Miró Roig (* 1960 in Manresa) ist eine spanische Mathematikerin.

## Leben
Miró Roig, die Tochter des Chemikers Pere Miró i Plans, studierte Mathematik an der Universität Barcelona mit Abschluss 1982 und der Promotion 1985 bei Sebastiàn Xambó-Descamps zum Dissertationsthema: Haces reflexivos sobre espacios proyectivos (Reflexive Bündel über Projektiven Räumen). Danach war sie dort Assistenzprofessorin, von 1990 bis 1993 Professorin an der Universität Saragossa und ab 1993 Professorin für Algebra an der Universität Barcelona.
Sie befasst sich mit algebraischer Geometrie, kommutativer Algebra, komplexer Geometrie und mathematischer Physik.
Sie ist im Herausgebergremium von Collecteana Mathematica, einer der traditionsreichsten spanischen Mathematikzeitschriften (gegründet 1948 in Barcelona), und Mitglied der Königlich Spanischen Mathematischen Gesellschaft. Sie war im Exekutivkomitee des dritten europäischen Mathematikerkongresses in Barcelona.
2007 erhielt sie den Ferran-Sunyer-i-Balaguer-Preis für ihr Buch Lectures on Determinantal Ideals.

## Schriften
- Lectures on Determinantal Ideals, Birkhäuser 2008
- V. Ancona, E. Ballico, R. M. Miró-Roig, A. Silva (Hrsg.): Complex Analysis and Geometry (= Pitman Research Notes in Mathematics Series. 366). Longman, Harlow 1997, ISBN 0-582-29276-X.
- J. Elias, J. M. Giral, R. M. Miró-Roig, S. Zarzuela (Hrsg.): Six Lectures on Commutative Algebra (= Progress in Mathematics. Band 166). Birkhäuser, Boston/Basel/Berlin 1998, ISBN 3-7643-5951-X.
- C. Casacuberta, R. M. Miró-Roig, J. Verdera, S. Xambó-Descamps (Hrsg.): Proccedings of the 3rd European Congress of Mathematics (= Progress in Mathematics. Band 200/201). Birkhäuser, Boston/Basel/Berlin 2001.
- C. Casacuberta, R. M. Miró-Roig, J. Ortega, S. Xambó-Descamps (Hrsg.): Mathematical Glimpses into the 21st Century. Round tables held at the third European Congress of Mathematics. Societat Catalana de Mathemàtiques, Barcelona 2002, ISBN 84-89925-85-2.
- C. Ciliberto, A. Geramita, B. Harbourne, R. M. Miró-Roig, K. Ranestad (Hrsg.): Projective Varieties with Unexpected Properties. De Gruyter, Berlin (u. a.) 2008, ISBN 3-11-018160-6.
- mit L. Costa: Derived categories of projective bundles. Proceedings of the American Mathematical Society, Band 133, 2005, S. 2533–2537, doi:10.1090/S0002-9939-05-07846-9.